# 施國輔
施國輔（？—？），是施士安五子，乾隆四十五年（1780年）臺灣府學明倫堂重修時，捐銀四元。
其妾郭氏在光緒十二年（1886年）為彰化仕紳丁壽泉、劉鳳翔、吳德功、吳鴻藻採訪節孝婦女時採錄，於《彰化節孝冊》有載。